# Maria (Blois)
Maria von Avesnes (1226–1241 bezeugt) war ab 1231 Gräfin von Blois und Dunois (vormals Châteaudun).

## Eltern
Sie war die Erbtochter ihrer Eltern Walter II. von Avesnes und Margarete von Blois. Von ihrer Mutter erbte sie nach deren Tod im Jahr 1230 und Marias die Grafschaften Blois und Châteaudun, letztere wurde fortan Grafschaft Dunois genannt. Ihr Amtsantritt bedeutete nicht nur das Ende des Hauses Blois im Loiretal, sondern auch das Ende der politischen Bedeutung der Grafschaft Blois in Frankreich. Sie selbst spielte in der französischen Politik keine Rolle. Über ihren Vater hatte sie Erbansprüche auf dessen Herrschaften Avesnes, Guise, Condé, Leuze, Landrecies und Trélon. Da sie allerdings vor ihrem Vater starb, wurde dieser schließlich von Marias ältestem Sohn Johann beerbt.

## Ehe und Nachkommen
Sie heiratete im April 1226 Hugo I. von Châtillon († 9. April 1248), der durch diese Ehe zum Grafen von Blois wurde. 1240 erbte er die Grafschaft Saint-Pol. Ihre Kinder waren:
1. Johann I., † 28. Juni 1279, 1249 Graf von Blois, Chartres und Dunois, Herr von Avesnes, Guise und Leuze; ⚭ (Ehevertrag am 11. Dezember 1254) Alix de Bretagne, * 6. Juni 1243, † 2. August 1288, Tochter von Johann I., Herzog von Bretagne (Haus Frankreich-Dreux)
2. Guido II., † 12. März 1289, 1249 Graf von Saint-Pol, Herr von Ancre, Aubigny-en-Artois etc.; ⚭ vor 1254 Mathilde von Brabant, † 29. September 1288, Tochter von Heinrich II., Herzog von Brabant, Witwe von Robert I., Graf von Artois
3. Gaucher IV. † 1261, Herr von Châtillon, Crécy, Crèvecœur, Troissy und Marigny
4. Hugo II., † 1255